# 水陸機動団戦闘上陸大隊
水陸機動団戦闘上陸大隊（すいりくきどうだんせんとうじょうりくだいたい）は、陸上自衛隊崎辺分屯地（長崎県佐世保市）に大隊本部が駐屯する水陸機動団直轄の機甲科（水陸両用車）部隊である。

## 概要
大隊長は2等陸佐が充てられ、崎辺分屯地司令を兼務する。水陸両用装軌車両AAV7を陸上自衛隊の実戦部隊で唯一装備し、水陸機動団（主に水陸機動連隊の隊員）を輸送艦から揚陸地点への上陸、上陸前後における部隊の火力支援を主目的とする。
3個戦闘上陸中隊基幹であり、隊本部および本部管理中隊、第1戦闘上陸中隊は崎辺分屯地、第2戦闘上陸中隊は玖珠駐屯地、第3戦闘上陸中隊は竹松駐屯地に駐屯する。
本来は当初から相浦駐屯地に付属する崎辺分屯地に駐屯予定であったが分屯地建設が遅れたため、相浦駐屯地に暫定的に配備されていた。2個中隊基幹で発足し、2024年（令和6年）3月には第3水陸機動連隊の編成にあわせて、第3戦闘上陸中隊が竹松駐屯地に新編された。
部隊自体は新編であるが、AAV7が部隊実験用として配備されていた玖珠駐屯地の第4師団第4戦車大隊（第2戦車中隊）を母体としている。第4戦車大隊は2018年（平成30年）3月26日に部隊廃止となり、翌27日に戦闘上陸大隊と西部方面戦車隊が編成された。
AAV7の教育（操縦訓練等）は水陸機動教育隊や第4戦車大隊で行われていたが、初期は米国海兵隊キャンプ・ペンドルトン海兵隊基地で行われた。

## 沿革
- 2018年（平成30年）3月27日：第4戦車大隊第2戦車中隊などを基幹に戦闘上陸大隊が相浦駐屯地に新編。第2戦闘上陸中隊を玖珠駐屯地に配置。
- 2019年（平成31年）3月26日：崎辺分屯地開設により、大隊主力が相浦駐屯地から移駐[3]し、大隊長が崎辺分屯地司令に職務指定。
- 2024年（令和06年）3月21日：第3戦闘上陸中隊を竹松駐屯地に新編[4]。

## 編成
特筆なき場合、崎辺分屯地に駐屯。
- 戦闘上陸大隊本部
- 本部管理中隊「水機団戦上-本」
- 第1戦闘上陸中隊「水機団戦上-1」：水陸両用車AAV7
- 第2戦闘上陸中隊「水機団戦上-2」（玖珠駐屯地）：水陸両用車AAV7
- 第3戦闘上陸中隊「水機団戦上-3」（竹松駐屯地）：水陸両用車AAV7

## 整備支援部隊
- 水陸機動団後方支援大隊第2整備中隊戦闘上陸直接支援小隊「水機団後支-2整」（崎辺分屯地）：2018年（平成30年）3月27日から
  - 第1整備班（（崎辺分屯地））第1戦闘上陸中隊を支援：2018年（平成30年）3月27日から
  - 第2整備班（玖珠駐屯地）第2戦闘上陸中隊を支援：2018年（平成30年）3月27日から
  - 第3整備班（竹松駐屯地）第3戦闘上陸中隊を支援：2024年（令和06年）3月21日から

## 主要装備品
- 水陸両用車AAV7
- 40mm自動てき弾銃Mk19（水陸両用車AAV7の搭載火器）
- 12.7mm重機関銃（水陸両用車AAV7の搭載火器）
- 7.62mm機関銃M240（水陸両用車AAV7の搭載火器）
- 89式5.56mm小銃
- 9mm拳銃SFP9